# 羅伯特·魯賓遜
羅伯特·魯賓遜爵士，OM，PRS，FRSE（英語：Sir Robert Robinson，1886年9月13日—1975年2月8日），英国化学家。1947年诺贝尔化学奖授予罗伯特·鲁宾逊，以表彰他對植物生物鹼的研究。鲁宾逊從1930年到1954年在牛津大學擔任化學系教授，同樣時期擔任Dyson Perrins實驗室的頭領，並且是皇家社會科學院的會員。

## 生平
1902年，罗伯特·鲁宾逊进入当时被称为英国化学中心的曼彻斯特大学化学系学习，在大学学习期间，鲁滨逊接触了有机化学教授小威廉·亨利·珀金并跟随其专攻有机化学，并于1905年毕业，同年7月，毕业了的鲁滨逊进入小珀金的私人研究室开始其学术研究生崖。1912年，悉尼大学受小威廉·珀金推荐，招聘鲁滨逊为教授。1916年1月，鲁滨逊返回英国被聘入利物浦大学，并开始进行生物碱研究，期间曾在不列颠染料有限公司的研究部门中任职。 1920年至1922年，鲁滨逊在圣安德鲁斯大学担任有机化学教授。1928年，鲁滨逊离开曼彻斯特就任伦敦大学学院教授。
1927年，小珀金在牛津去世，鲁滨逊继任其韦恩弗莱特化学教授与玛格达琳学院学校委员荣誉头衔直至1955年其退休。1939年授封为爵士。1945年至1950年，任皇家学会会长。1947年，荣获诺贝尔化学奖。1947年，被授予功勋勋章。
1955年鲁滨逊退休，至1953年担任了不列颠国际象棋联合会会长。
鲁滨逊晚年深受视力衰退影响，最后双眼失明。